# Варлик вергиси
Варлик вергиси (тур. Varlık Vergisi; „порез на богатство” или „порез на капитал”) је био порез усмерен углавном према немуслиманима који су живели у Турској 1942, са декларисаним циљем да се прикупе средства за одбрану земље у случају евентуалног уласка у Други светски рат. Стварни разлог је био економско уништење мањинског немуслиманског становништва земље, окончање њихове истакнутости у привреди државе и трансфер имовине немуслимана у руке муслиманске буржоазије. Радило се о дискриминаторној мери која је опорезивала немуслимане и до десет пута више и довела је до преноса значајне количине богатства и имовине од немуслимана ка муслиманима.

## Позадина
Предлог закона о једнократном порезу је предложила влада Шукруа Сараџоглуа, а усвојен је у Парламенту 11. новембра 1942. Порез се тицао фиксне имовине попут некретнина, предузећа и индустријских постројења свих грађана, али је посебно таргетирао мањине. Најтеже су били погођени немуслимани попут Јевреја, Грка, Јермена и левантинаца, који су управљали великим делом привреде, али Јермени су опорезовани највишом стопом.
Порески обвезници су били сви грађани Турске, али изузетно високе стопе су наметнуте немуслиманском становништву на произвољан и предаторски начин. Пошто су највећи део пореза плаћали искључиво немуслимани, у јавности је закон виђен као „џизија - каурски порез” против њих. Овај порез је довео до нестанка преостале немуслиманске трговачке класе у Турској, а животи и имовина многих немуслиманских породица су уништени. Пореске стопе су биле толико високе да је порез понекад био већи од вредности целокупне имовине особе.
Додатно, закон се примењивао и на многе сиромашне немуслимане попут возача, радника па чак и просјака, док сиромашни муслимани нису морали да плаћају овај порез.
Варлик вергиси је довео до самоубистава одређеног броја становника Истанбула из редова етничких мањина.
| Категорија становништва | Пореска стопа |
| ----------------------- | ------------- |
| Јермени хришћани        | 232%          |
| Јевреји                 | 179%          |
| Грци хришћани           | 156%          |
| Муслимани               | 4,94%         |

Током Другог светског рата, Турска је остала неутрална све до фебруара 1945. Званично, порез је уведен да би се попунила државна благајна средствима потребним уколико би Нацистичка Немачка или Совјетски Савез извршили инвазију на Турску. Међутим, главни разлог за увођење овог пореза је био да се национализује турска економија и смањи утицај и контрола мањинског становништва над трговином, финансијама и индустријом.
На порез се није могла поднети жалба суду. Немуслимани су морали да плате порез у року од 15 дана у готовини. Многи људи који нису могли да приуште да плате порез су позајмљивали новац од родбине и пријатеља, или су продавали своју имовину на јавним аукцијама, или су продавали своје радње како би прикупили неопходан новац. Они који нису били у стању да плате су били послати у радне логоре у источној Анадолији.
Радници су били плаћени за свој рад али половина њихове плате је задржавана у сврху отплате дуга. Због тешког орачког рада неки старији дужници су се договарали са младим сељацима из Ашкалеа како би они радили уместо њих, а заузврат су дужници давали сељацима своје дневнице.
Пет хиљада људи је послато тамо а сви су били немуслимани, јер су муслимански обвезници који нису платили порез добијали блаже казне. Такође, постојале су олакшице за плаћање и попусти за муслимане. Иако је закон прописивао да су људи старији од педесет и пет година изузети од принудног рада, старији, па чак и болесни људи су такође слати у радне логоре.
Двадесет и једна особа послата у радне логоре је тамо умрла а турска влада је отела њихову имовину и продала је турским муслиманима по изузетно ниским ценама, што је утабало пут стварању неких од савремених турских конгломерата.
Држава је такође конфисковала имовину дужникових рођака (укључујући родитеље, родитеље супружника, децу и браћу и сестре), и продавала ову имовину како би намирила порески дуг, чак и ако би дужник био отеран на принудни рад.
Страни држављани који су живели у Турској су такође морали да плате висок једнократни порез на своје процењено богатство. Међутим, нико од њих није финансијски уништен нити је починио самоубиство. Овај порез није био базиран на реалној ситуацији, већ су га власти произвољно одређивале. Ово је навело стране амбасаде и конзулате да интервенишу у корист својих држављана.
Порески обвезници су разврстани у четири списка, „M” списак, за муслимане, „G”, за немуслимане (Gayrimuslim), „E”, за странце (Ecnebi) и „D” за конвертите (Dönme).
Овај строго спровођени, дискриминаторски закон није довео до резултата којима се влада надала. Предузећа су значајно подигла цене својих производа како би се опоравила од губитака, што је довело до спирале инфлације која је уништила потрошаче са нижим примањима.
Међутим, према званичним подацима, турска влада је прикупила 324 милиона лира (у време када је 1 амерички долар вредео 1,20 турских лира) конфискацијом имовине немуслимана. Ова количина новца би данас вредела више од 4 милијарде америчких долара.
Према Фаику Ектеу, директору финансија за провинцију Истанбул у време Варлик вергисија, турска влада је прикупила 289.256.246 лира од немуслиманских мањина, 34.226.764 лира од конвертита и 25.600.409 лира од муслимана.
Током овог периода, турска штампа је наводно објављивала чланке и извештаје усмерене против мањина.

## Поништавање и последице
Овај закон није могао да опстане суочен са оштром међународном критиком. Под притиском Уједињеног Краљевства и Сједињених Држава, понитен је 15. марта 1944. Након поништавања, припадници мањина који су послати у радне логоре су пуштени кућама. Турска влада је обећала да ће вратити плаћени порез немуслиманима, али до тога није дошло.
Опозициона Демократска партија је искористила његову непопуларност на општим изборима 1950, што су били први демократски општи избори у Турској Републици. На овим изборима је Демократска партија остварила јасну победу над Републиканском народном партијом.
Ови порези су донели трајну демографску промену унутар мањинског становништва. Многи припадници мањина, посебно грчке мањине, су осећали да за њих нема будућности у Турској, и напустили су своје домове и постали избеглице у Грчкој. Са друге стране, неки, посебно припадници јеврејске заједнице су успели да извуку своју имовину у иностранство и да обнове свој несигуран живот у Турској. Порез је такође довео до конфискације велике количине мањинске имовине у Истанбулу, што је „туркификовало” не само привреду већ и сам град. Попис из 1935. је забележио 1,98% немуслиманског становништва; до 1945, овај проценат је пао на 1,54%.
Такође, Варлик вергиси је још једном демонстрирао да је муслиманска вероисповест представљала значајан део дефиниције држављанства у Турској.
Начин на који је турска штампа писала о овом порезу представља пример блиских односа између извршне власти и штампе у турској.
Варлик вергиси је натерао мала предузећа да прекину своје пословање или да продају имовину великим предузећима, што је оставило тржиште под контролом крупног капитала.
Године 1951, Фаик Екте је објавио своје мемоаре. У њима је признао да је порез био примењиван на дискриминаторски начин према немуслиманима. Турска штампа га је осудила због објављивања ове изјаве и прогласила га „издајником отаџбине”.
Годинама након увођења овог пореза, за политичку елиту Турске је суочавање са овом темом било проблематично. Историјски роман Salkım Hanım'ın Taneleri (различито превођен као Дијаманти/Бисери/Перле/Огрлица госпође Салким), турског писца Јилмаза Каракојунлуа, прати приче и сведочанства немуслимана током примене Варлик вергисија. Роман је ускоро преточен у истоимени филм. Чланови парламента, попут Ахмета Чакара из Партије националистичког покрета, су оштро негодовали због приказивања овог филма.

## Даља литература
- Levi, Avner (1996). Türkiye Cumhuriyeti'nde Yahudiler (на језику: турски) (1. изд.). İstanbul, Turkey: İletişim Yayınları. ISBN 975-470-583-6.
- Aktar, Ayhan (2002). Varlık Vergisi ve "Türkleştirme" Politikaları (на језику: турски) (6. изд.). İstanbul, Turkey: İletişim Yayınları. ISBN 975-470-779-0.
- Özcan, Yeldağ (1998). Çoğunluk Aydınlarında Irkçılık (на језику: турски) (1. изд.). İstanbul, Turkey: Belge Uluslararası Yayıncılık. ISBN 978-975-344-160-5.
- Özcan, Yeldağ (2000). İstanbul'da Diyarbakır'da Azalırken (на језику: турски) (3. изд.). İstanbul, Turkey: Belge Uluslararası Yayıncılık. ISBN 975-344-110-X.